# 고바야시 히로유키 (축구 선수)
고바야시 히로유키(일본어: 小林 宏之 1980년 4월 18일 ~ )는 일본의 전 축구 선수이다.

## 구단 경력
과거 우라와 레즈, 가와사키 프론탈레, 요코하마 FC, 블라우블리츠 아키타, 오이타 트리니타에서 활동하였다.